# Uncharted: Drake's Fortune
Uncharted: Drake's Fortune is een action-adventurespel voor de PlayStation 3 en PlayStation 4, ontwikkeld door Naughty Dog en uitgebracht door Sony Computer Entertainment. Het is het eerste spel in de Uncharted-serie.

## Verhaal
Het spel opent met Nathan "Nate" Drake die de kist van de ontdekkingsreiziger Sir Francis Drake op de bodem van de oceaan vindt. Hij wordt hierbij bijgestaan door journalist Elena Fisher, die er de gebeurtenissen opneemt voor een documentaire. De kist bevat echter alleen een dagboek geschreven door Sir Francis Drake, waarin wordt verteld over El Dorado, de legendarische stad van goud waar Sir Francis Drake naar op zoek was. Verder blijkt dat hij zijn dood in scène heeft gezet zoals Nate al verwachtte. Hun boot wordt vernietigd door een bende van Indonesische piraten die Nate op het spoor zijn waarbij het duo gered worden door Victor "Sully" Sullivan, een vriend van Nate. Nate en Sully laten Elena achter en reizen naar het eiland, waar ze aanwijzingen vinden dat El Dorado in feite een groot gouden standbeeld is, dat lang geleden is verwijderd. Verder zoekend ontdekken Nate and Sully een verlaten onderzeeboot met een ontbrekende pagina uit het dagboek van Drake die verwijst naar een zuidelijk tropisch eiland waar het standbeeld waarschijnlijk naartoe werd gebracht.
Voordat ze het eiland kunnen verlaten, worden Nate en Sully door Gabriel Roman, een concurrerende schattenjager, tegengehouden.  Gabriel heeft de diensten van de huurlingen onder leiding van Atoq Navarro ingehuurd, een archeoloog die meer verstand heeft over het standbeeld, en de piraten geleid door Eddy Raja, een oude rivaal van Nate. De huurlingen en de piraten die zijn ingehuurd werken samen om Nate in de gaten te houden bij zijn zoektocht naar El Dorado ter compensatie voor geld dat Roman van Sully te goed heeft. Nate weigert Roman te helpen, die vervolgens Sully in de borst schiet. Op het moment dat Nate Navarro aanvalt, ontploft de onderzeeboot door een torpedo die Nate een paar minuten eerder in de onderzeeboot per ongeluk op scherp had gezet. Nate kan ontsnappen in deze chaos en komt daarbij Elena weer tegen. Met Sully's vliegtuig gaan ze naar het eiland waar het beeld mogelijk naartoe is gebracht.
Als ze het eiland naderen, wordt het vliegtuig uit het lucht geschoten met afweergeschut. Ze kunnen zich met een parachute in veiligheid brengen, maar raken hierdoor wel gescheiden van elkaar. Nate baant zijn weg naar een fort waar hij Elena's parachute vindt, maar hij is niet in staat haar te vinden. In het fort, vindt hij een bericht van Sir Francis  waarin staat dat hij naar de toren van het fort is gegaan. Bij aankomst wordt hij gevangengenomen door Eddy Radja, die eist dat Nate hem helpt bij het vinden van de schat. Elena bevrijdt hem en ze ontvlucht het fort. De twee werken hun weg door een verlaten havenstad en ontdekken, door middel van een logboek, dat het standbeeld verder werd verplaatst in het binnenland. Als Elena laat zien dat de dood gewaande Sully samenwerkt met Navarro, volgen ze hem naar het klooster. Daar blijkt dat Sully het schot heeft overleefd dankzij Drake's dagboek, dat kogelwerend is. Hij deed enkel of hij samenwerkte met Roman en Navarro om in leven te blijven en om te kijken wat zij al over El Dorado weten.
Na een speurtocht in de catacomben van de kloosterbibliotheek vinden ze het lichaam van Sir Francis Drake. Zonder schat. Ze gaan ervan uit dat Drake stierf op het eiland in zijn zoektocht naar de schat. Net als ze de catacomben willen verlaten komt piratenleider Eddy Radja bij hun. Elena kan nog naar boven klimmen, maar Eddy houdt Nate tegen. Hij is ergens bang voor en al snel komen er gemuteerde mensen (een soort zombies) die beschikken over ongelooflijke snelheid en krachten. Nate en Eddy vechten voor hun leven, totdat Nate met hulp van Elena kan ontsnappen terwijl Eddy vermoord wordt door de wezens.
Nate en Elena komen terecht in een Duitse onderzeebasis, ingebouwd in het eiland. Nate gaat op zoek naar een generator en moet hierbij veel zombies van zich afschieten. Hij ontdekt een oude film waarop wordt uitgelegd dat het beeld van El Dorado vervloekt is. De zombies zijn eigenlijk gemuteerde Spanjaarden. Nate vindt ook nog een document van Sir Francis Drake waarin deze waarschuwt voor de vloek van het beeld en waarin hij uitlegt dat hij het standbeeld veilig wilde opbergen.
Nate probeert terug te keren naar Elena, maar vindt haar gevangengenomen door Roman en Navarro. Elena wordt meegenomen en Nate wordt achtergelaten. Na een gevecht tegen zowel Romans troepen als de zombies komt hij weer bij Sully. Samen gaan ze achter de bende aan en ontdekken dat Navarro het standbeeld heeft gevonden. Roman opent het beeld en ziet daar de mummie van El Dorado. De stof van het rottend lijk wordt geïnhaleerd door Roman, die begint te muteren, waarop Navarro hem doodschiet. Navarro wist al langer dat de mummie vervloekt is en is van plan om het standbeeld met de stof te verkopen als een wapen.
Navarro neemt Elena mee in een helikopter en laat het standbeeld hieronder vastmaken. Terwijl het standbeeld door de helikopter omhoog wordt gehesen, kruipen uit alle hoeken en gaten zombies. Nate kan vluchten en springt ternauwernood op het standbeeld. Hangend aan het beeld vliegt Nate mee naar het schip van Navarro. Vlak bij het schip valt Elena de piloot aan en de helikopter stort neer op het dek.
Hierop ontspint zich een gevecht tussen Nate en de bemanning. Als laatste tegenstander blijft Navarro over die door Nate bewusteloos wordt geslagen. Nate bevrijdt Elena uit de helikopter die bijna van het dek was afgegleden. Inmiddels heeft Navarro zijn bewustzijn hervonden, snel duwt Nate de helikopter van het dek, waarbij het touw tussen helikopter en het standbeeld om de voeten van Navarro verstrikt raakt. De helikopter, Navarro en het standbeeld zinken naar de bodem van de oceaan.
Nate en Elena worden kort daarna opgepikt door Sully op een boot met enkele schatten die hij van het eiland heeft meegenomen. Terwijl de zon ondergaat zegt Elena dat Nate haar nog een verhaal tegoed vanwege het verlies van haar camera. Nate verzekert haar dat hij die belofte niet zal breken.

## Muziek
De soundtrack werd gecomponeerd door Greg Edmonson. De soundtrack werd op 20 november 2007 uitgebracht op CD, onder het label Sony Interactive Entertainment.

## Cast
| Acteur             | Personage               |
| ------------------ | ----------------------- |
| Nolan North        | Nathan Drake            |
| Emily Rose         | Elena Fisher            |
| Richard McGonagle  | Victor "Sully" Sullivan |
| Simon Templeman    | Gabriel Roman           |
| Robin Atkin Downes | Atoq Navarro            |
| James Sie          | Eddy Raja               |

## Ontvangst
| \| Recensiescore \| Recensiescore \| \| Recensieverzamelaar \| Score \| \| ------------------- \| ------------- \| \| GameRankings \| 89,67%[1] \| \| Metacritic \| 88/100[2] \| \| Publicist \| Score \| \| Gamer.nl \| 10/10[3] \| \| InsideGamer \| 9/10[4] \| \| Power Unlimited \| 91/100[5] \| |        |
| Recensiescore |        |
| Recensieverzamelaar | Score  |
| GameRankings | 89,67% |
| Metacritic | 88/100 |
| Publicist | Score  |
| Gamer.nl | 10/10  |
| InsideGamer | 9/10   |
| Power Unlimited | 91/100 |

## Trivia
- Het spel is opgenomen in het boek 1001 Video Games You Must Play Before You Die van Tony Mott.